# Chiesa dei Santi Pietro e Leopoldo
La chiesa dei Santi Pietro e Leopoldo si trova a Saline di Volterra, nel comune di Volterra, in provincia di Pisa, diocesi di Volterra.

## Storia e descrizione
Le saline di Volterra sono ricordate nel 1014 quando l'imperatore Enrico II ratificò la consegna di terreni donati dal vescovo Benedetto ai suoi canonici.
Distrutte alla fine del Trecento le tre chiese medievali, il loro territorio fu spartito fra Sant'Alessandro e Fatagliano. La parrocchia fu ricostituita nel 1787 e la chiesa fu consacrata nel 1790.
Si divide sia all'interno che all'esterno in una parte settecentesca e in una moderna; appartengono alla costruzione leopoldina la facciata e la prima parte della navata, mentre la parte posteriore e il campanile, che innalza una simbolica vela a coda di jet, sono opera degli architetti Remo e Carla Baroni. All'interno si trova un altare dedicato alla Madonna del Conforto, l'effigie che animò i Toscani a liberarsi dai francesi nel 1799, e che riceve solenni festeggiamenti ogni anno nella settimana in cui cade la seconda domenica di ottobre.